# Quebei-Bewässerungsprojekt
Das Quebei-Bewässerungsprojekt (chinesisch 芍陂, Pinyin Quèbēi, englisch Quebei irrigation project) bzw. der Anfeng-Teich (auch Anfengtang oder Anfangtang) (安丰塘,  Ānfēng táng, englisch Anfeng Pond) im Süden des Kreises Shou der chinesischen Provinz Anhui ist ein bis auf die Zeit der Frühlings- und Herbstannalen (Chunjiu) zurückgehendes Wasserreservoir als Teil eines Bewässerungsprojektes im Einzugsgebiet des Flusses Huai He. Er soll von Sunshu Ao (孙叔敖), dem Kanzler des alten Staates Chu, erbaut worden sein. Nach der chinesischen Staatsgründung (1949) wurde es umfassend repariert. Seine Speicherkapazität beträgt über 73 Millionen Kubikmeter mit einem Bewässerungsgebiet von über 42.000 Hektar.
Der Stauinhalt des Stausees von Anfengtang war nach Garbrecht im Endausbau 56 Millionen Kubikmeter groß. Er war nur ein Teil des gesamten Bewässerungsprojektes, das aus sieben Stauseen bestand.
Das von 598 bis 591 v. Chr. in Shouxian gebaute Absperrbauwerk hatte nach Garbrecht im Endmaß eine Höhe von 31 m. Dieses Bauwerk war danach mehrere Jahrhunderte lang die höchste Talsperre der Erde, möglicherweise so lange, bis die Römer ungefähr im Jahr 50 die 40 m hohe Staumauer von Subiaco bauten.
Dies ist insofern unsicher, als die Talsperre Paskanda Ulpotha auf Sri Lanka, die im Jahr 460 oder 300 vor Chr. erbaut wurde, 34 m hoch gewesen sein könnte (ebenfalls nach Garbrecht). Eine weitere Talsperre in China (Gukow aus dem Jahr 240 v. Chr.) war 30 m hoch.
Der Anfeng-Teich steht seit 1988 auf der Liste der Denkmäler der Volksrepublik China (3-53).